# Aphanepygus
Aphanepygus is een geslacht van uitgestorven straalvinnige vissen die leefden tijdens het Vroeg-Cenomanien.
De typesoort Aphanepygus elegans werd in 1879 benoemd door Francesco Bassani. De geslachtsnaam betekent 'niet zichtbaar achterwerk'. De soortaanduiding betekent 'de elegante'. Het holotype, gevonden op Hvar, is verloren gegaan.
Petalopteryx dorsalis Davis 1887 werd in 1942 door Woodward hernoemd tot een Aphanepygus dorsalis.